# 皆川大
皆川 大（みながわ だい、1977年9月6日-）は、神奈川県横浜市出身のアメリカンフットボール選手。横浜日野高校（現：横浜南陵高校）、神奈川大学卒業。ポジションはクォーターバック。178cm、79kg。

## 経歴
横浜日野高校でアメフトを始め、神奈川大学に進学。卒業後の2000年4月、ハリケーンズに入団した。
2003年、2007年、2011年にはチームのMVPに選ばれた。
2012年、水戸市で活動している水戸セイバーズでプレーした。